# Triftweg 4 (Magdeburg)

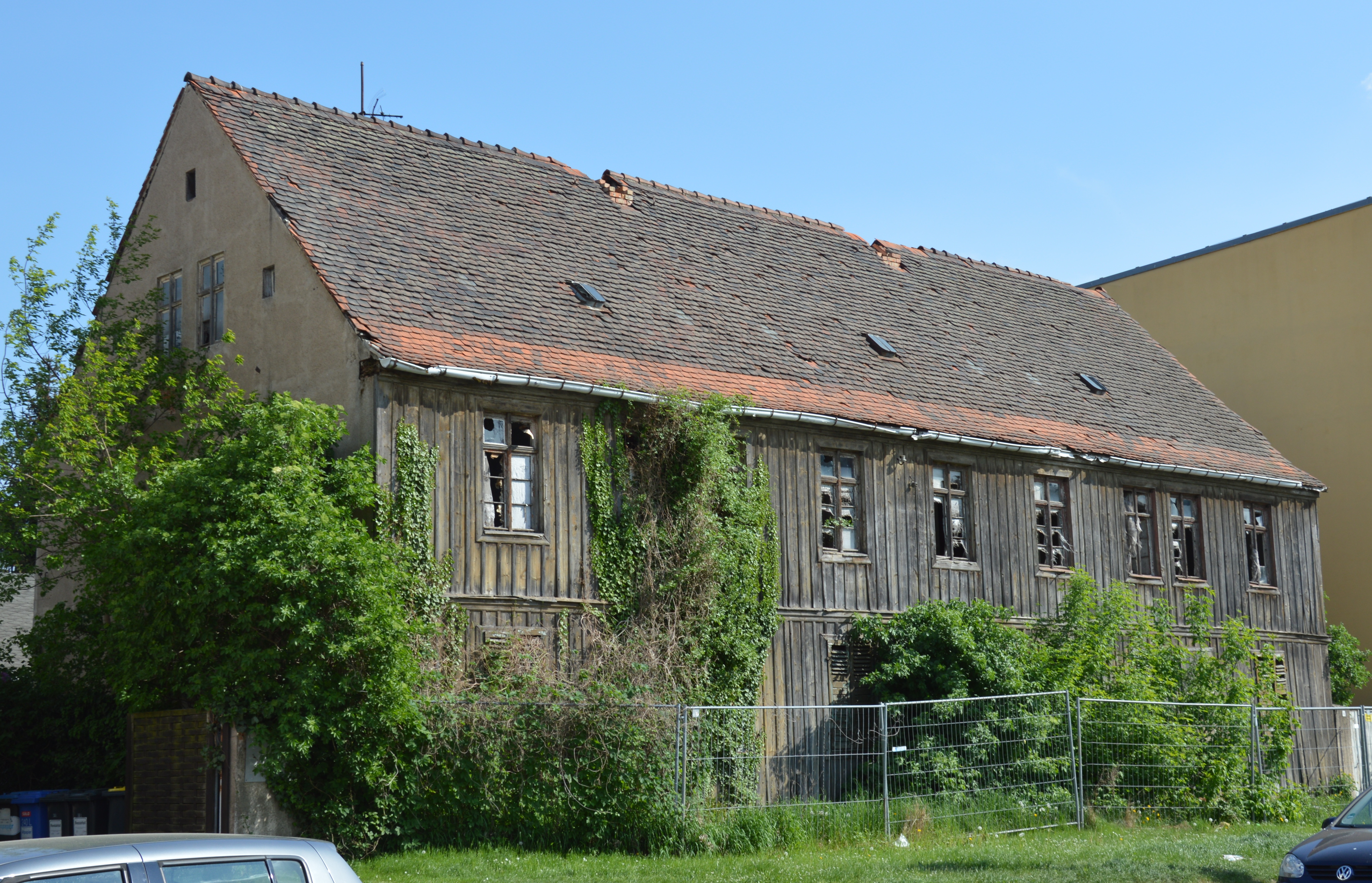
Wohnhaus Triftweg 4

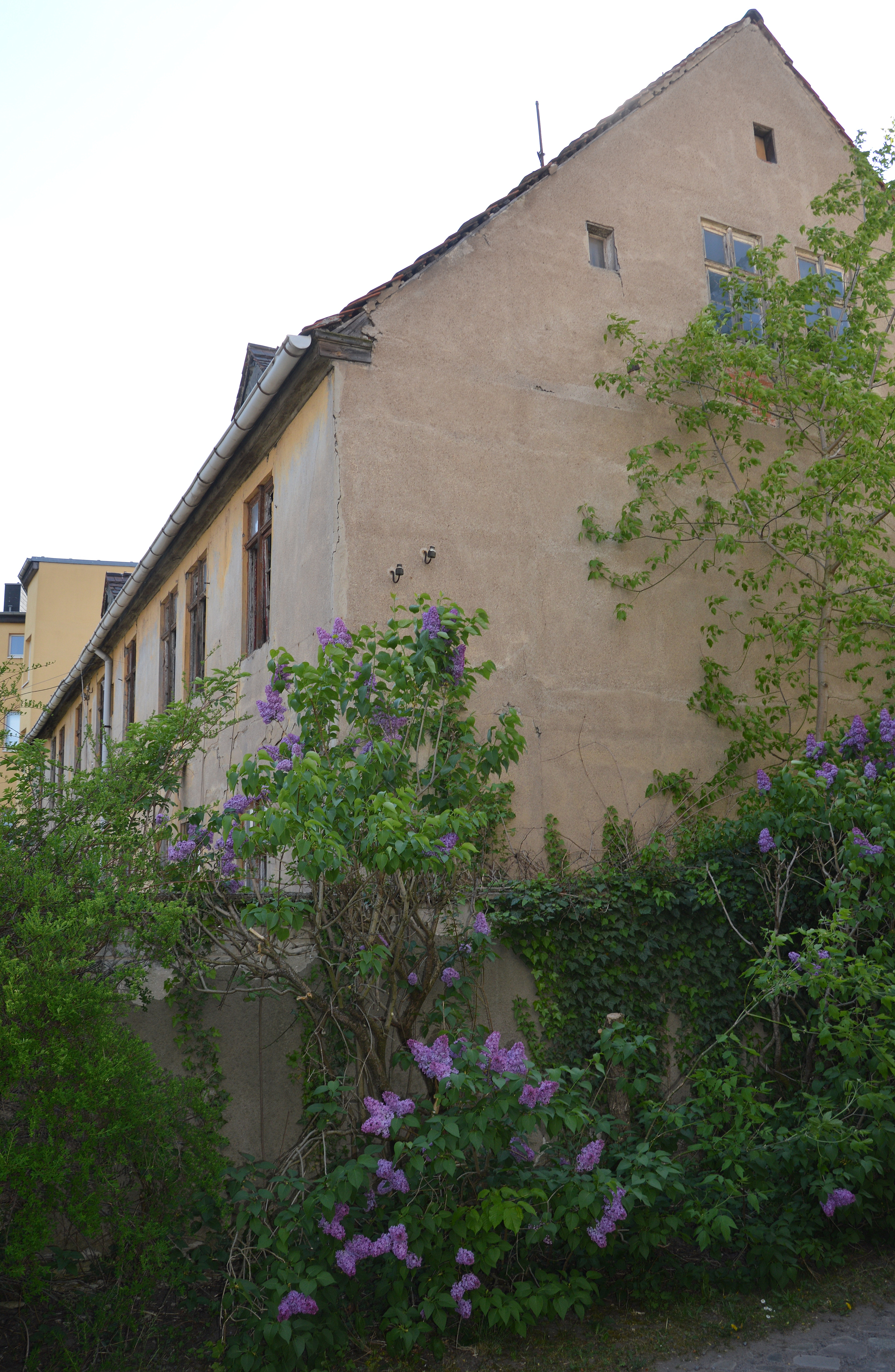
Nordseite

Das Haus Triftweg 4 war ein denkmalgeschütztes Wohnhaus in Magdeburg in Sachsen-Anhalt.

## Lage
Es befand sich in einer das Straßenbild prägenden Lage auf der Ostseite des Triftwegs im Magdeburger Stadtteil Cracau.

## Geschichte und Architektur
Das zweigeschossige Fachwerkhaus entstand im Jahr 1877 und gehörte dem in Cracau ansässigen Stellmachermeister Heinrich Ferchland. Der langgestreckte neunachsige Bau enthielt acht kleine Wohnungen und war vermutlich als Mietshaus errichtet worden. Das auf der Straßenseite mit Holz vertikal verschalte Gebäude gehörte zu den sogenannten Rayonhäusern, die entsprechend spezieller Bauvorschriften im Vorfeld der Festung Magdeburg errichtet wurden und so gebaut werden mussten, dass sie im Kriegsfall schnell abbrechbar waren. An der Fassade befanden sich fein profilierte Deckleisten sowie ein umlaufendes Gurtgesims.
Das Gebäude stand über lange Zeiträume leer und war dringend sanierungsbedürftig.
Im örtlichen Denkmalverzeichnis war das Wohnhaus unter der Erfassungsnummer 094 82508 als Baudenkmal verzeichnet. Im Jahr 2021 wurde es aus dem Denkmalverzeichnis gestrichen.
Es galt als stadt- und militärgeschichtlich bedeutsames Zeugnis für die ursprünglich bestehenden Baubeschränkungen im Umfeld der Festung. 